# Partit Liberal (Islàndia)
El Partit Liberal (islandès Frjálslyndi Flokkurinn) va ser un partit polític de centredreta d'Islàndia. El seu principal tema era la política pesquera i va obtenir el seu principal suport dels pobles costaners.

## Història
El Partit Liberal va ser fundat per Sverrir Hermannsson, un antic diputat del Partit de la Independència i CEO de Landsbanki, el novembre de 1998. Sverrir havia estat membre dels governs dirigits pel seu partit de 1983 a 1988 abans d'entrar al sector privat, abandonant-lo decepcionat pel seu gir cap a les polítiques neoliberals.
El partit donava suport a la integració d'Islàndia a l'OTAN però s'oposava fermament a l'ocupació i invasió nord-americana d'Iraq. També estava en contra de la unió del país a la Unió Europea. El president del partit era Guðjón Arnar Kristjánsson.
Entre els anys 2006 i 2007, el Partit Liberal s'uní amb el partit Nova Força, el que va provocar que Margrét Sverrisdóttir, important referent dintre del Partit Liberal, l'abandonés i s'unís a el Moviment Islandès-Terra Viva, amenaçant de dividir el partit.
Abans de les Eleccions legislatives de 2007, el partit havia passat de centrar-se principalment en qüestions de quotes de pesca i petites comunitats de pescadors a la immigració. Tanmateix, a les eleccions van mantenir els quatre escons.
El febrer de 2009, dos dels parlamentaris van abandonar el partit; Jón Magnússon es va unir al Partit de la Independència i Kristinn H. Gunnarsson es va unir al Partit Progressista. A les eleccions del mateix any, el partit va perdre bona part del seu suport electoral, aconseguint només un 2% dels vots i cap escó.
Al 2012, s'integraria amb altres forces minoritàries com el Moviment dels Ciutadans per generar l'Alba, un nou partit que no va reeixir i es va dissoldre definitivament al 2021.

## Resultats electorals
| Any  | Líder                     | Vots   | %   | Escons | +/- | Pos. |
| ---- | ------------------------- | ------ | --- | ------ | --- | ---- |
| 1999 | Sverrir Hermannsson       | 6,919  | 4.2 | 2 / 63 | Nou | 5è   |
| 2003 | Guðjón Arnar Kristjánsson | 13,523 | 7.4 | 4 / 63 | 2   | 5è   |
| 2007 | Guðjón Arnar Kristjánsson | 13,233 | 7.3 | 4 / 63 | =   | 5è   |
| 2009 | Guðjón Arnar Kristjánsson | 4,148  | 2.2 | 0 / 63 | 4   | 6è   |